# Planitia

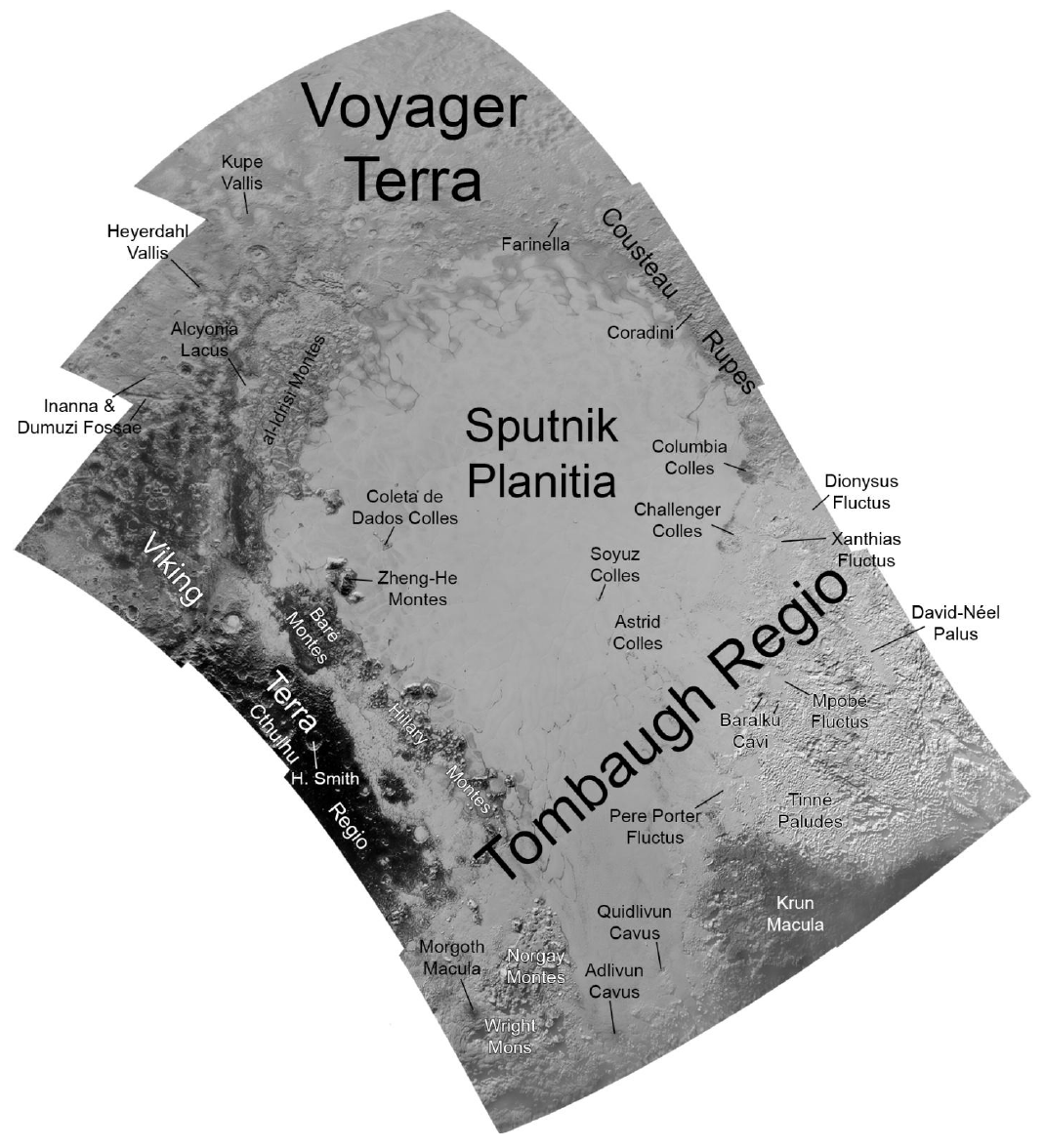
Mapa de la Sputnik Planitia en Plutón

Planitia (en plural: planitiae) es un término en latín con el significado literal de llanura o planicie, utilizado de forma estándar en el campo de la astrogeología para indicar tierras bajas exentas de un relieve destacado (en contraposición con la expresión planum, que designa generalmente a un altiplano). Desde un punto de vista estrictamente geológico, muchas regiones de este tipo se originan como una gran cuenca de impacto.